# UV-lack
UV-lack är ett tunt lager lack som härdas av ultraviolett ljus och som läggs ovanpå den tryckta ytan på pappret för att dels skydda och dels ge en mycket blank yta. UV-lack kan läggas över hela den tryckta ytan, eller bara över valda delar – så kallad partiell UV-lack.